# سارتكة السفلي (كاني سور)
سارتکة السفلی (بالفارسية: سارتکه سفلی) هي قرية تقع في إيران في قسم کاني سور الريفي. يقدر عدد سكانها بـ 46 نسمة بحسب إحصاء 2016.